# Wild Rose (perfume)
Wild Rose é a terceira fragrância lançada pela cantora canadense Avril Lavigne. Em sua página oficial no Twitter, a artista afirma que um dos ingredientes foi inspirado na sobremesa francesa crème brûlée. O produto será lançado em 15 de agosto de 2011 pela empresa Procter & Gamble Prestige.

## Composição e embalagem
A composição é descrita como uma "harmonia de sol feminina e emocionante" e com "frutas doces e lindas flores". Começa com cheiro de tangerina, toranja rosa e ameixa. O centro é composto de flor de laranjeira, frangipani e orquídea azul, enquanto os aromas de fundo são de sândalo musk e crème brûlée. Wild Rose está disponível com os tamanhos de 15ml, 30ml e 50ml, loção para o corpo de 150ml e 150ml para a embalagem de desodorante. A embalagem e design de Wild Rose são uma continuação de seu antecessor, Forbidden Rose. Há também um anel de prata, gravada com um desenho floral de arame farpado circunda o pescoço do frasco.

## Divulgação e promoção
A The Fragrance Shop, localizada no Reino Unido, fez uma promoção aos perfumes de Wild Rose com brindes. A fragrância está sendo comercializada na Alemanha e logo depois no resto da Europa. A loja Kohl's, já disponibilizou para venda a terceira fragrância de Avril Lavigne. O valor do perfume está em torno de US$32 a US$42. A loja a julga como um toque feminino e uma boa mistura de girassol com outros aromas de flores que forma sua essência. Avril afirma em sua página oficial que Wild Rose é sobre alguém que tem um espírito livre.